# Karent Hinestroza
Karent Hinestroza (Timbiquí, Cauca, Colombia, 10 de octubre de 1986) es una actriz de cine, teatro y televisión, cantante, bailarina y acróbata colombiana, reconocida principalmente por su participación en series de televisión como La mamá del 10, La selección y Azúcar.

## Biografía
Actriz colombiana licenciada en arte dramático de la Universidad del Valle. Su formación como actriz la complementó con la acrobacia, la danza y el canto. En el 2009 inicia su aparición en la pantalla grande con el personaje Jazmín en la premiada película El vuelco del cangrejo del director caleño Oscar Ruiz Navia; después participa en El paseo de Dago García, la película más taquillera hasta ese momento en Colombia, interpretando el personaje de Astrid. En Chocó, de Jhonny Hendrix Hinestroza, estrenada en la Berlinale 2012, realiza su primer protagónico en el cine, recibiendo por esta interpretación el premio a mejor actriz principal por parte de la Academia de Artes y Ciencias Cinematográficas de Colombia, en los Premios Macondo del 2013.
Luego participa en la película El Faro del director Pacho Bottía, estrenada en febrero del 2013 en el Festival de Cine de Cartagena, en donde interpretaría el personaje principal, Ofelia, y en la radionovela La canción de Ananse, de Ángel Perea, participa con un personaje protagónico llamado Shola Ama. En la serie de televisión La selección participa con un personaje coprotagónico, Caridad Murillo, por el cual recibe el Premio India Catalina de la televisión colombiana, como la Actriz Revelación del año 2014. Más adelante interpretó el personaje de Tina Manotas en la serie de televisión La mamá del diez.

## Filmografía

### Cine
| Año  | Producción                       | Personaje | Director(a)        | Productora                                           | Notas          |
| ---- | -------------------------------- | --------- | ------------------ | ---------------------------------------------------- | -------------- |
| 2006 | Chance                           | Ángela    |                    | Extraliminal Producciones                            | Cortometraje   |
| 2009 | El vuelco del cangrejo           | Jazmín    | Óscar Ruiz Navia   | ContravíaFilms                                       | Película       |
| 2010 | El paseo                         | Astrid    | Harold Trompetero  | Dago García Producciones                             | Película       |
| 2011 | Chocó                            | Chocó     | Jhonny Hendrix     | Antorcha Films                                       | Película       |
| 2012 | Los Imposibles: La liga del amor | La Mamá   | Víctor Manuel Peña | Tsunami Fundación Audiovisual                        | Serie infantil |
| 2012 | El faro                          | Ofelia    | Pacho Bottia       | La Tierra Producciones                               | Película       |
| 2012 | Mi muñeca                        | La Mamá   | Manuel Ponce       | Fundación Tierra de Hombre, Universidad Tadeo Lozano | Cortometraje   |

### Teatro
| Año         | Título de la obra                       | Creador                               |
| ----------- | --------------------------------------- | ------------------------------------- |
| 2006 - 2007 | Un tranvía llamado Deseo                | Tennessee Williams                    |
| 2007        | El jardín de los cerezos                | Antón Chéjov                          |
| 2007 - 2008 | Es mi nombre                            | Carlos Arniches                       |
| 2008        | La pobreza y la alcaldesa               |                                       |
| 2009 - 2010 | Un domingo perfecto para el desconsuelo | Compañía Teatral Canalete             |
| 2010        | BlackOut                                | Asociación de Actores Afrocolombianos |

### Televisión
| Año         | Producción          | Personaje               | Director(a)                        | Productora / Canal                | Notas                             |
| ----------- | ------------------- | ----------------------- | ---------------------------------- | --------------------------------- | --------------------------------- |
| 2011-2012   | Correo de inocentes | Mara                    | Clara María Ochoa                  | CMO Producciones - RCN Televisión | Actuación especial                |
| 2012        | Entérese            | Tomasa                  | Juan Carlos Troncoso               | RCN Televisión                    | Episodio: ¿A qué estamos jugando? |
| 2012        | Quiero ser Victoria | Astrid                  | Ricardo González                   | CIDEECC                           | Mediometraje                      |
| 2013 - 2014 | La selección        | Caridad Murillo         | Luis Alberto Restrepo              | Caracol Televisión                | Reparto                           |
| 2016        | Azúcar              | Olivia Molina           | Carlos Moreno                      | Fox Telecolombia - RCN Televisión | Reparto                           |
| 2018        | La mamá del 10      | Faustina "Tina" Manotas | Andrés Marroquín y Cecilia Vásquez | Caracol Televisión                | Protagonista                      |

### VIDEOS MUSICALES
| Año  | Performing | Agrupación | Producción                             |
| ---- | ---------- | ---------- | -------------------------------------- |
| 2020 | "Hoy"      | Residente  | Sony Music Entrertainment US Latin LLC |

## Premios y nominaciones

### Premios India Catalina
| Año  | Categoría                     | Telenovela o serie | Resultado |
| ---- | ----------------------------- | ------------------ | --------- |
| 2014 | Mejor actriz de reparto       | La selección       | Nominada  |
| 2014 | Mejor actriz/actor revelación | La selección       | Ganadora  |

### Premios Macondo
| Año  | Categoría              | Película | Resultado |
| ---- | ---------------------- | -------- | --------- |
| 2012 | Mejor Actriz Principal | Chocó    | Ganadora  |

### Premios TV y novelas
| Año  | Categoría                                      | Telenovela o Serie | Resultado |
| ---- | ---------------------------------------------- | ------------------ | --------- |
| 2018 | Mejor actriz protagónica de telenovela o serie | La mamá del 10     | Nominada  |